# Zeitschrift für Management
Die Zeitschrift für Management (ZfM) war eine betriebswirtschaftliche Zeitschrift für Managementforschung und -praxis von 2006 bis 2011. Editor-in-Chief war Dietrich von der Oelsnitz (TU Braunschweig).
Die 2006 gegründete Zeitschrift erschien quartalsweise. Seit 2008 wurde sie im Gabler Verlag herausgegeben.
Die abgedeckten Themengebiete umfassten: Organisation und Organisationstheorie, Planung, Strategisches Management, Marktorientierte Unternehmensführung bzw. Marketingmanagement, Personalmanagement, F&E- bzw. Innovationsmanagement, Produktionsmanagement, Dienstleistungsmanagement, Controlling, Internationales Management, Interorganisationales Management (Unternehmensnetzwerke), KMU-Management, Entrepreneurship, Funktionen und Techniken der Unternehmensführung und wissenschaftstheoretische Fragestellungen.
Die eingereichten Manuskripte werden einem doppelt verdeckten Gutachterverfahren (double-blind review) nach internationalen Standards unterzogen.

## Rezeption
Das Zeitschriften-Ranking VHB-Jourqual 2 (2008) stuft die ZfM in die Kategorie D ein; im Teilranking ABWL belegt sie den 67. Platz. Im Ranking VHB-Jourqual 3 (2015) wurde die ZfM in die Kategorie C eingestuft.